# 닭갈비
닭갈비는 대한민국의 대표적인 볶음 요리로 토막낸 닭고기에다가 포를 뜨듯이 도톰하게 펴서 고추장, 간장, 마늘, 생강 등으로 만든 양념에 재웠다가 고구마, 당근, 양배추, 양파, 파, 떡 등의 재료와 함께 철판에 볶아 먹거나 숯불에 구워 먹는 요리에 속한다.

## 역사
강원특별자치도 춘천시 중앙로 2가 18번지에 판자로 지은 조그만 장소에서 돼지고기로 영업을 하던 김영석이 1960년 어느날 돼지고기를 구하기가 어려워 닭 2마리를 사 와서 토막내어 돼지갈비처럼 만들어 보겠다고 하여 연구 끝에 닭을 발라서 양념하여 12시간 재운 뒤 숯불에 구워 '닭불고기'라는 이름으로 판매하기 시작한 것이 닭갈비의 유래다.
1970년대 들어 춘천의 번화가 명동의 뒷골목을 중심으로 유명해지기 시작하여 휴가를 나온 군인과 대학생들로부터 값이 저렴하고 배불리 먹을 수 있는 요리로 각광받았다. 춘천에서 닭갈비가 발달한 배경 중 하나는 춘천지역이 양축업이 성했고 도계장이 많았기 때문이다. 닭갈비는 지금도 그 맛과 양에 비해 가격이 저렴하지만 당시에는 대단히 싸서 70년대 초 닭갈비 1대 값은 100원일 정도였으며, 그래서 별명이 '대학생갈비'와 '서민갈비'였다.

## 갤러리

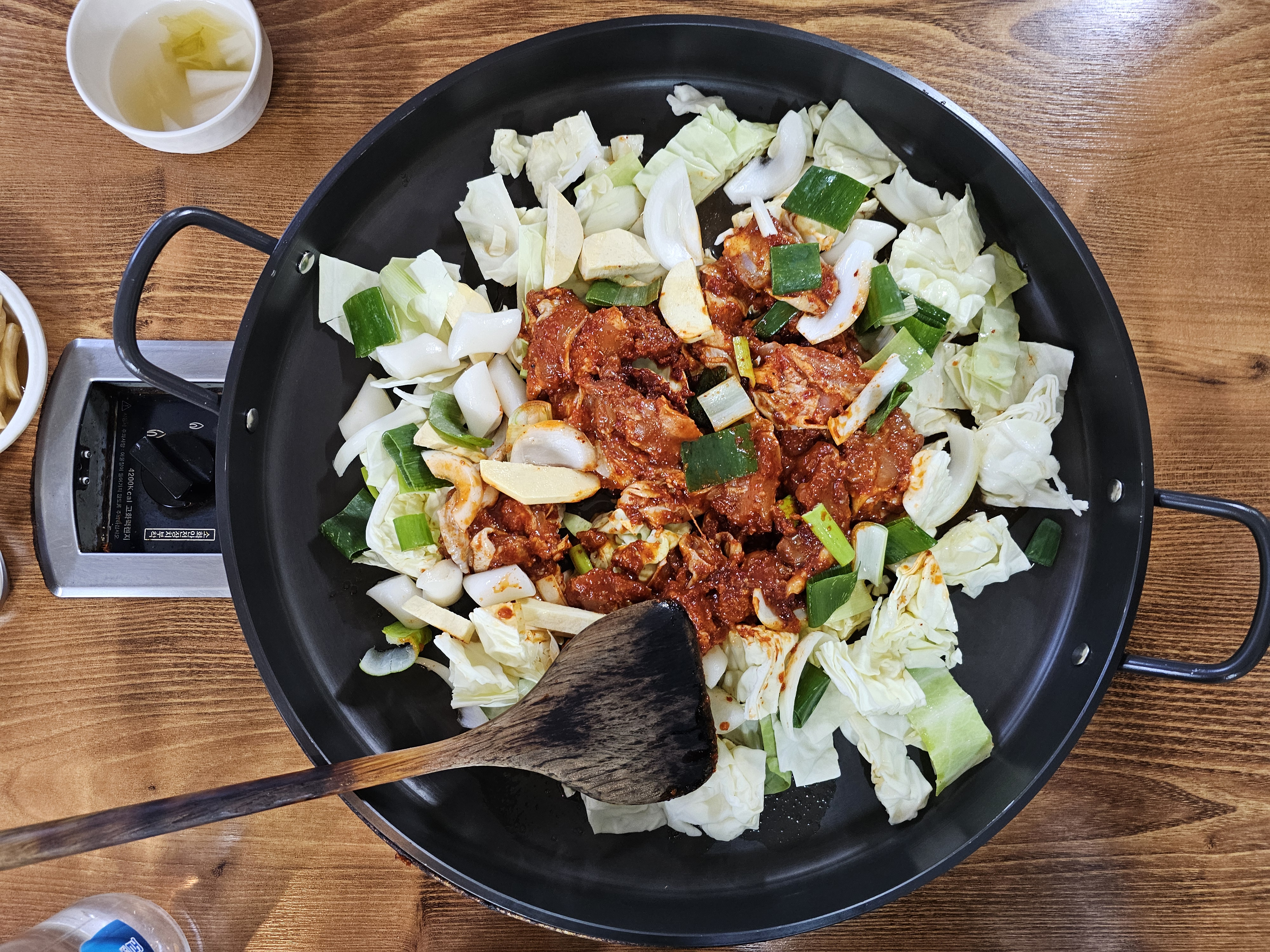
조리 전
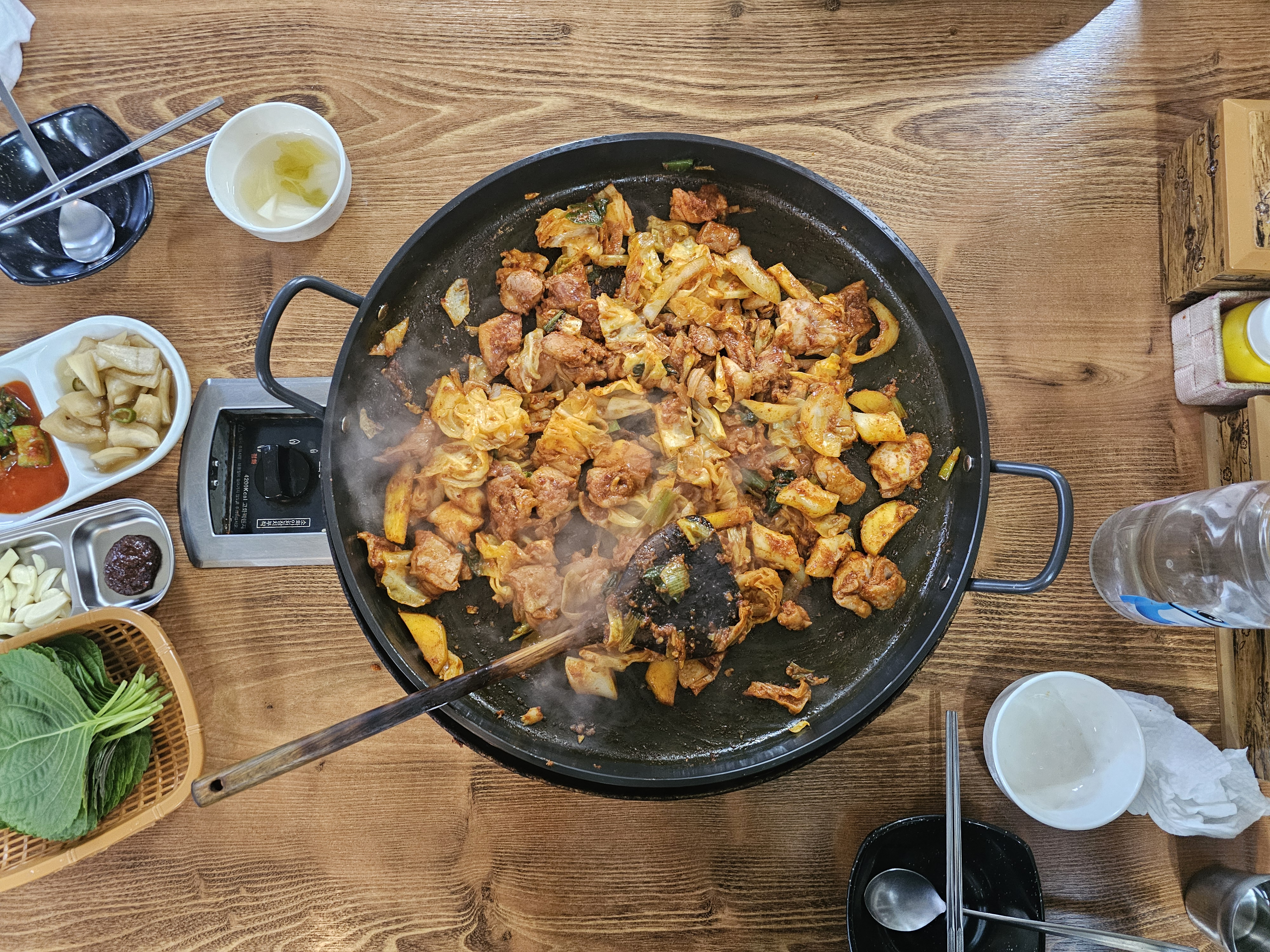
조리 후
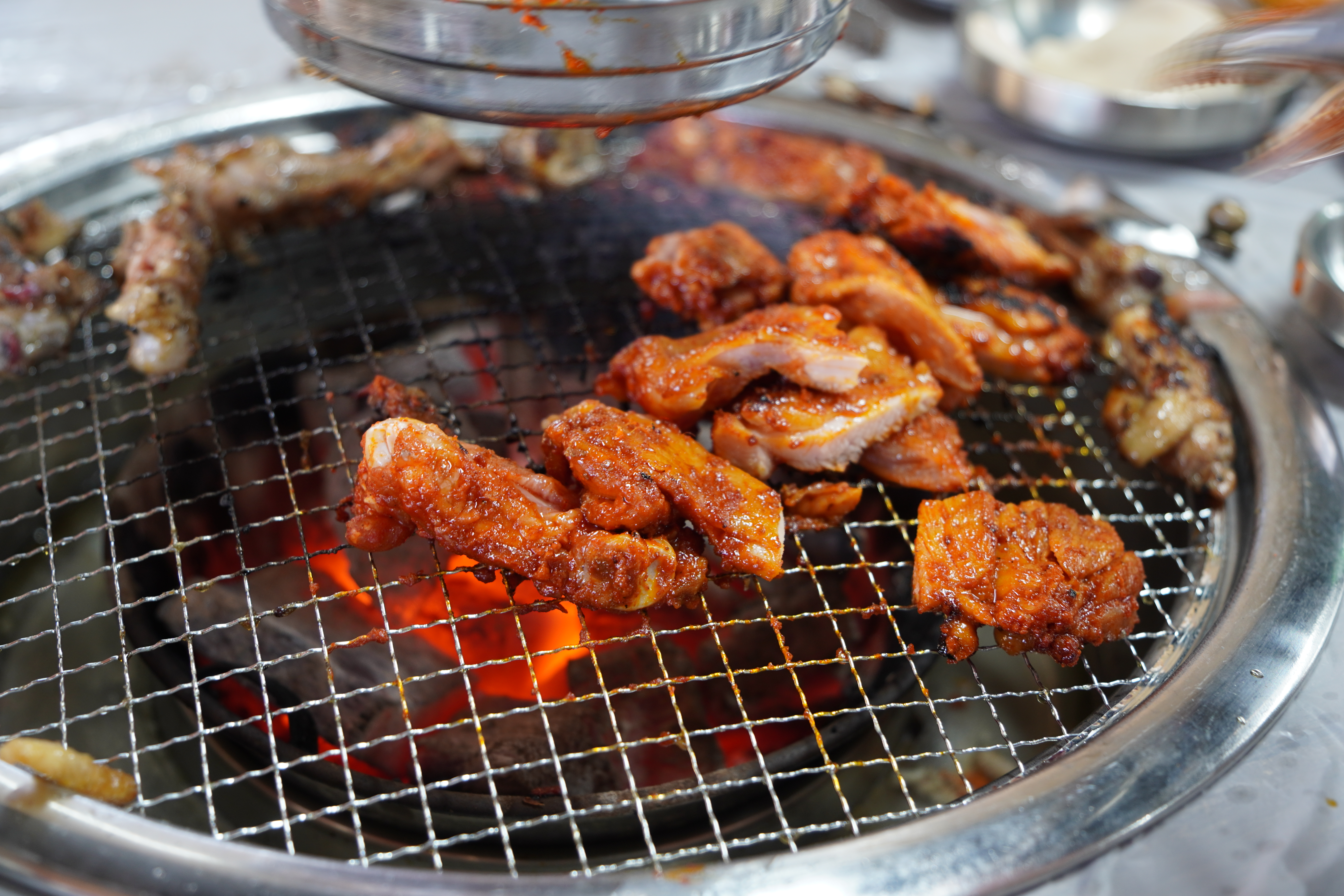
숯불닭갈비

## 같이 보기
- 한국 요리
- 안동찜닭
- 계륵
- 닭볶음탕
- 떡갈비